# Eclissi solare del 9 agosto 1896
L'Eclissi solare del 9 agosto 1896, di tipo totale, è un evento astronomico che ha avuto luogo intorno alle ore 05:09 UTC.  L'evento è stato visibile in Europa, Asia e Giappone.
L'eclissi ha avuto un'ampiezza massima di 182 chilometri e una durata di 2 minuti e 43 secondi. L'evento del 9 agosto 1896 divenne la seconda eclissi solare nel 1896 e la 232ª nel XIX secolo. La precedente eclissi solare si è verificata il 13 febbraio 1896, la seguente il 1º febbraio 1897.

## Osservazioni documentate
L'eclissi, come quella del 22 dicembre 1889, è stata ripresa dalla giovane scrittrice e successivamente editrice Mabel Loomis Todd.

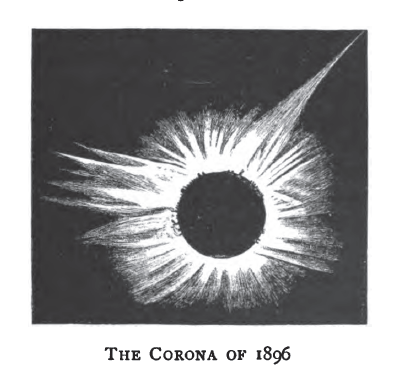
fotografia di Mabel Loomis Todd

## Eclissi correlate

### Ciclo di Saros 124
L'evento appartiene alla serie 124 del ciclo di Saros che per le eclissi solari si verifica nel nodo discendente della Luna, ripetendosi ogni 18 anni, 11 giorni, contenente 73 eventi.